# Ambulyx moorei
Ambulyx moorei là một loài bướm đêm thuộc họ Sphingidae. Nó được tìm thấy ở Sri Lanka, miền nam và miền đông Ấn Độ, the Quần đảo Nicobar và Quần đảo Andaman, Thái Lan, Việt Nam, miền nam Trung Quốc, Philippines (Palawan, Balabac), Malaysia (Peninsular, Sarawak) và Indonesia (Sumatra, Java, Kalimantan).

## Sự miêu tả

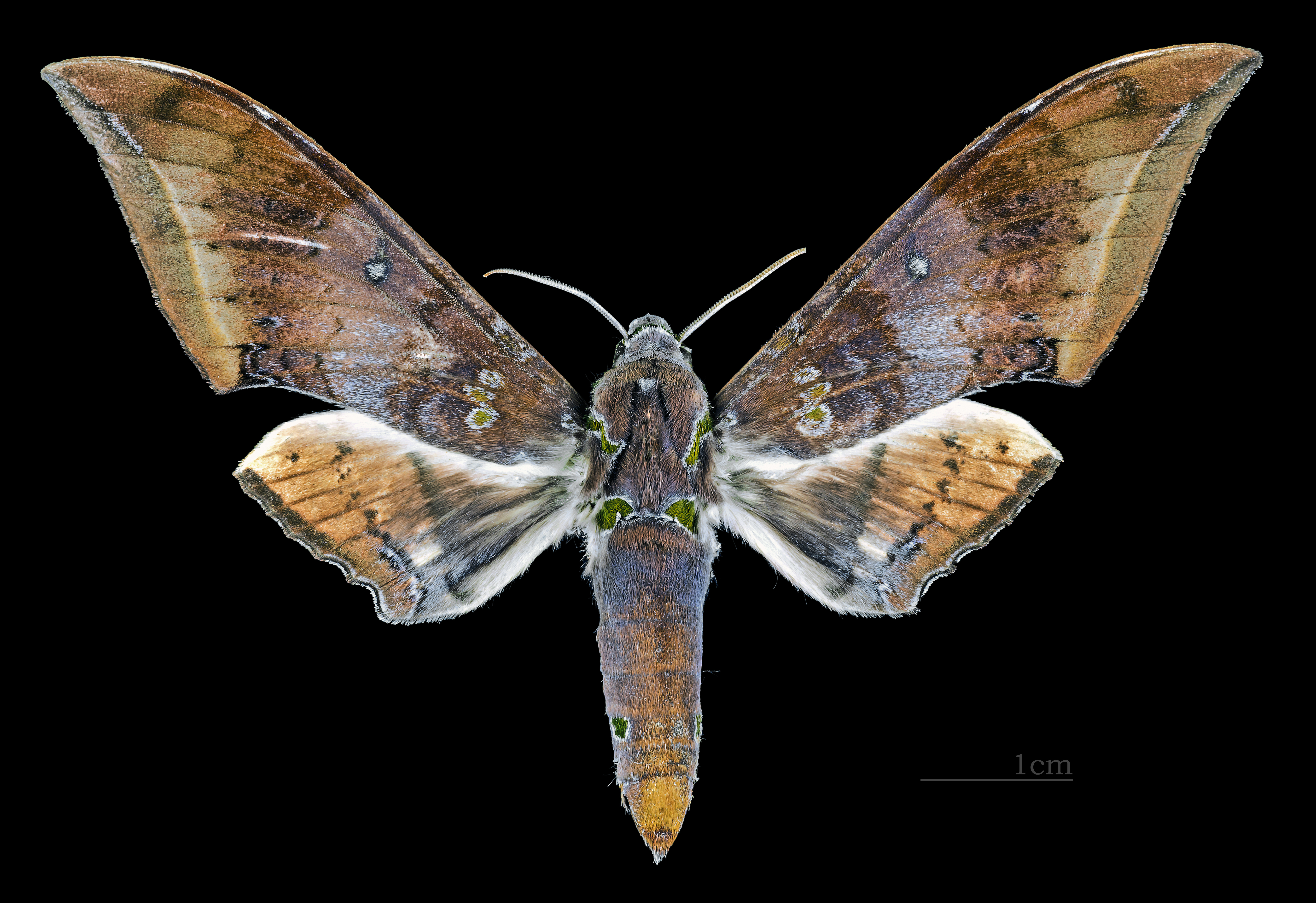
♂
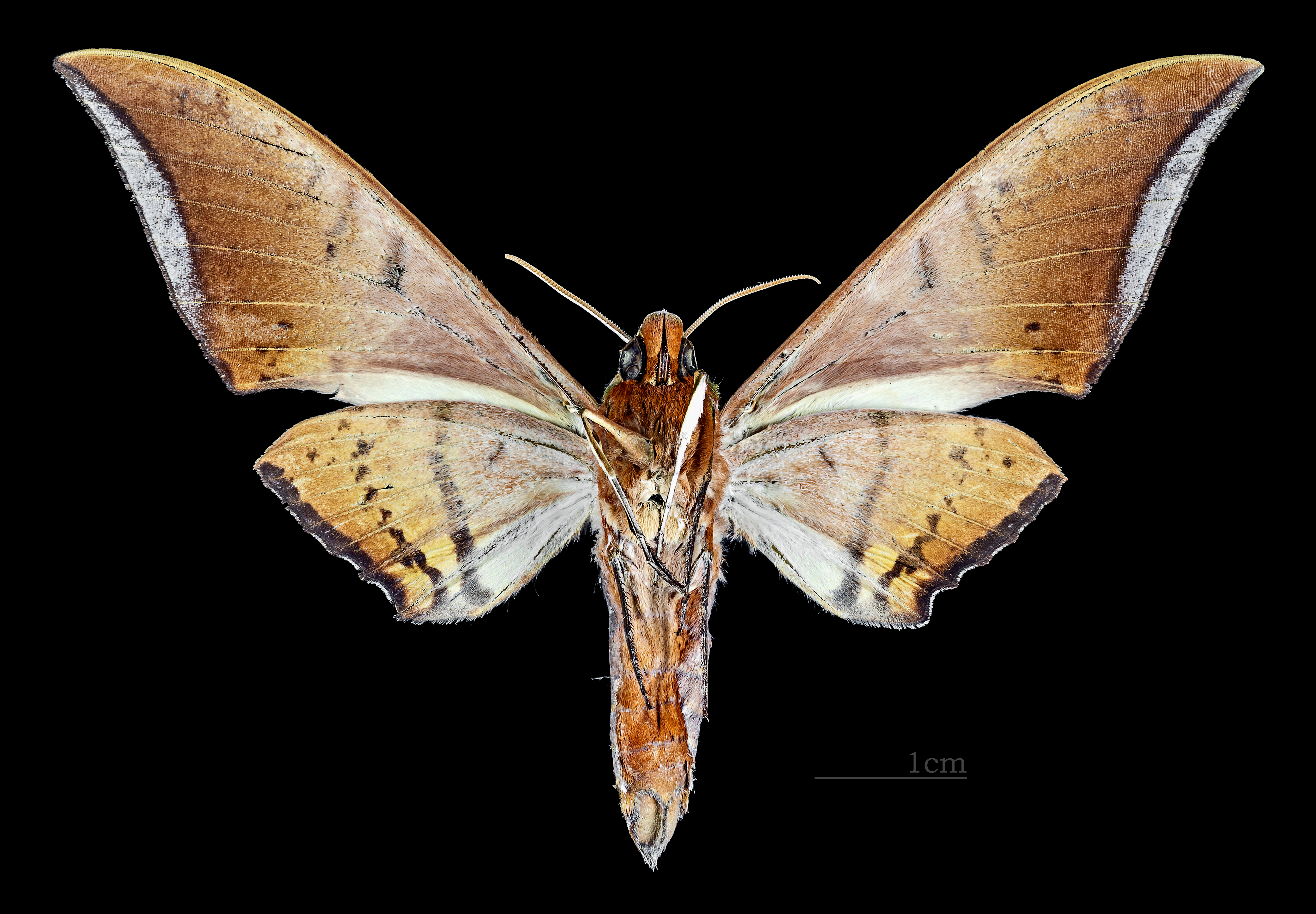
♂ △

Sải cánh dài 100–110 mm.

## Sinh học
Ấu trùng ăn Canarium album in Trung Quốc. Other recorded food plants include Buchanania và Lannea species.